# روبل نمساوي ألماني
الروبل النمساوي الألماني كانت عملة سابقة أصدرتها ألمانيا عام 1916 لاستخدامها في المناطق الشرقية الخاضعة للاحتلال الألماني، وبالتحديد في الأراضي الواقعة تحت إدارة أوبر أوست وحكومة وارسو العامة. كانت قيمة الروبل النمساوي الألماني في البداية مساوية لقيمة الروبل الإمبراطوري.

## التاريخ

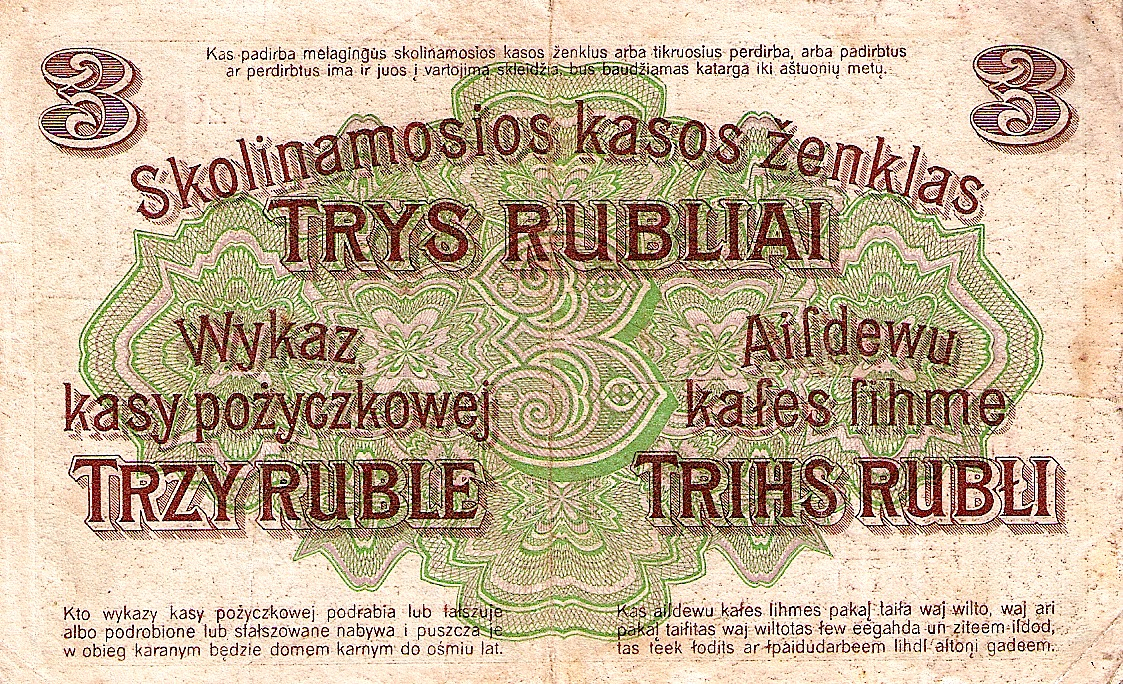
الوجه الخلفي لعملة ورقية من فئة 3 روبل نمساوي ألماني تعود إلى عام 1916

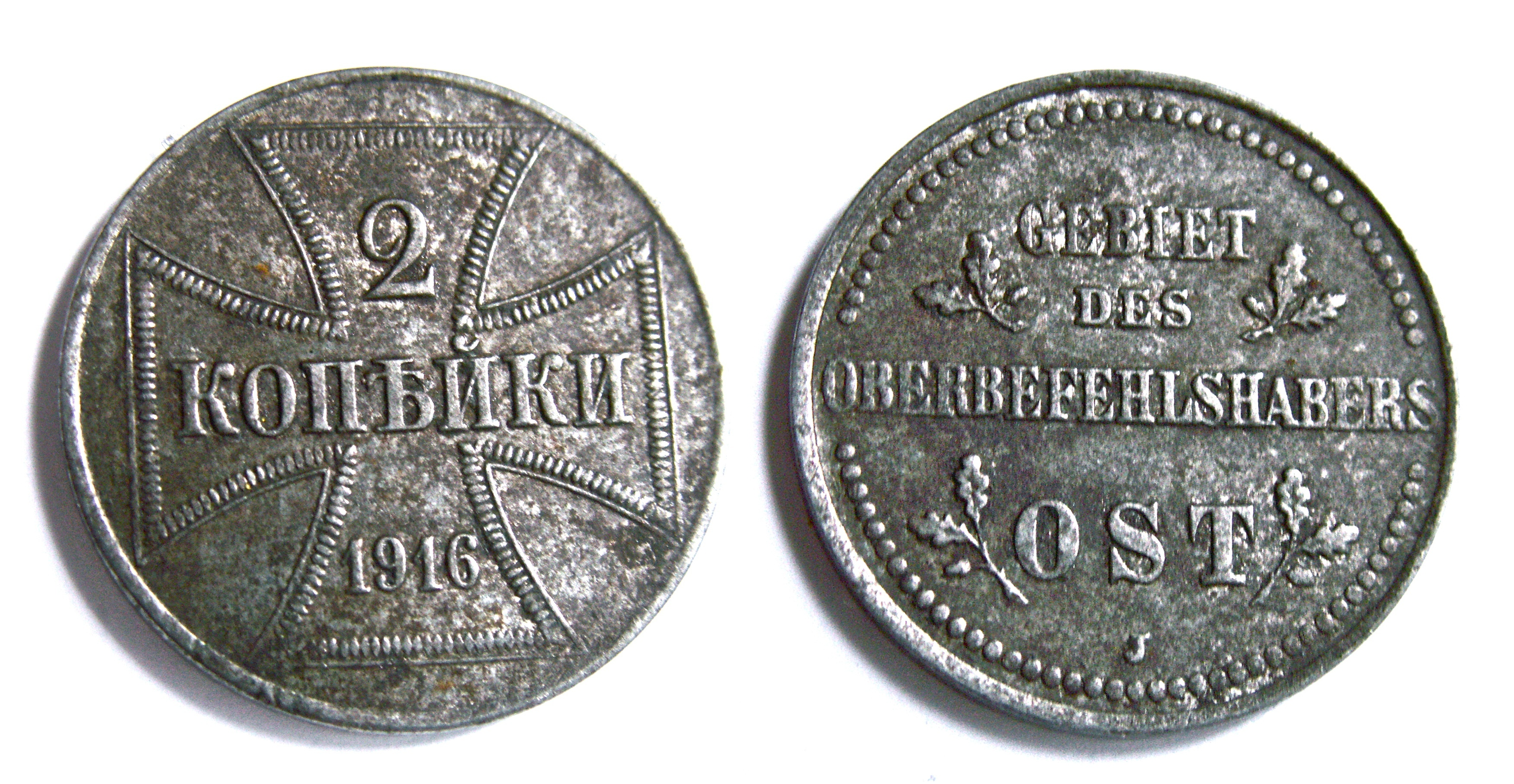
عملة معدنية من فئة 2-كوبيك تعود إلى عام 1916 في المناطق الخاضعة لإدارة أوبر أوست

طرحت الحكومة الألمانية عملة الروبل النمساوي الألماني في المناطق التي احتلتها في شرق أوروبا بسبب نقص العملة، وقد بدأ تداول الروبل النمساوي الألماني جنبًا إلى جنب مع المارك النمساوي في المنطقة الخاضعة لإدارة أوبر أوست بدءًا من 4 أبريل (نيسان) 1916، حيث كانت قيمة الروبل النمساوي الألماني الواحد تُساوي قيمة 2 مارك نمساوي، ثُم صدرت أولى الأوراق النقدية من الروبل النمساوي الألماني في مدينة بوزنان في 17 أبريل (نيسان) 1916. واستمر تداول الروبل النمساوي الألماني في الأراضي الخاضعة لإدارة حكومة وارسو العامة حتّى استُبدل بالماركا البولندية في 14 أبريل (نيسان) 1917. وعلى الرغم من ذلك، فقد استمر تداول واستخدام الروبل النمساوي الألماني في جزء من الجمهورية البولندية الثانية خلال الأشهر الأولى من الاستقلال، حتى 29 أبريل (نيسان) 1920. وفي ليتوانيا، ظل الروبل النمساوي الألماني متداولًا جنبًا إلى جنب مع المارك النمساوي حتى 1 أكتوبر (تشرين الأول) 1922 عندما استُبدل بعملة الليتاس الليتواني.

## الفئات

### النقود الورقية
كانت فئات النقود الورقية المتداولة من الروبل النمساوي الألماني كما يلي:
- ورقة نقدية من فئة 20 كوبيك
- ورقة نقدية من فئة 50 كوبيك
- ورقة نقدية من فئة روبل نمساوي ألماني واحد
- ورقة نقدية من فئة 3 روبل نمساوي ألماني
- ورقة نقدية من فئة 10 روبل نمساوي ألماني
- ورقة نقدية من فئة 25 روبل نمساوي ألماني
- ورقة نقدية من فئة 100 روبل نمساوي ألماني